# (300003) 2006 UK37
(300003) 2006 UK37 es un asteroide perteneciente al cinturón de asteroides, descubierto el 16 de octubre de 2006 por el equipo del Spacewatch desde el Observatorio Nacional de Kitt Peak, Arizona, Estados Unidos.

## Designación y nombre
Designado provisionalmente como 2006 UK37.

## Características orbitales
2006 UK37 está situado a una distancia media del Sol de 3,102 ua, pudiendo alejarse hasta 3,650 ua y acercarse hasta 2,554 ua. Su excentricidad es 0,176 y la inclinación orbital 0,6176 grados. Emplea 1995,84 días en completar una órbita alrededor del Sol.

## Características físicas
La magnitud absoluta de 2006 UK37 es 16,6.